# Verbandsgemeinde Enkenbach-Alsenborn
La comunità amministrativa di Enkenbach-Alsenborn (Verbandsgemeinde Enkenbach-Alsenborn) si nella Renania-Palatinato, in Germania.
Fa parte del circondario di Kaiserslautern.
La comunità amministrativa è stata costituita il 1º luglio del 2014 unendo i comuni che facevano parte della soppressa comunità amministrativa di Hochspeyer con quelli della comunità amministrativa Enkenbach-Alsenborn omonima ma ente che è stato soppresso a partire da quella data.

## Comuni
Fanno parte della comunità amministrativa i seguenti comuni:
| Comune, città                        | Sup. (km²) | Abitanti |
| ------------------------------------ | ---------- | -------- |
| Enkenbach-Alsenborn                  | 30,04      | 7 064    |
| Fischbach                            | 15,04      | 755      |
| Frankenstein                         | 13,82      | 916      |
| Hochspeyer                           | 22,72      | 4 686    |
| Mehlingen                            | 21,95      | 3 879    |
| Neuhemsbach                          | 6,66       | 925      |
| Sembach                              | 5,49       | 1 143    |
| Waldleiningen                        | 26,67      | 403      |
| Verbandsgemeinde Enkenbach-Alsenborn | 142,39     | 19 771   |

(Abitanti al 31 dicembre 2021)